# ورد النيل المتناقض
ورد النيل المتناقض (الاسم العلمي:Eichhornia paradoxa) هو نوع من النباتات يتبع جنس ورد النيل من الفصيلة البونتديرية.